# Willem van Bourges
De heilige Willem van Bourges, of Willem (Guillaume) van Donjeon (Arthel, rond 1150 - Bourges, 10 januari 1209) was een Frans aartsbisschop.
Als een van de acht zonen wilde zijn vader dat Willem soldaat zou worden. Zijn vader was uit de familie van de graven van Nevers. Willem wilde zijn geloof verdiepen. Hij werd in Soissons opgevoed door zijn oom Peter de Heremiet. Hij trad toe tot de pasgestichte orde van de cisterciënzers in Pontigny en werd vervolgens abt in Fontaine-Jean nabij Saint-Maurice-sur-Aveyron, en daarna in Chalis. Hij leefde in diepe eenvoud, maar hij voelde zich er gelukkig bij. Het opdoen van kennis van God vond hij belangrijker dan materiële rijkdom.

## Aartsbisschop
In 1200 werd hij benoemd tot aartsbisschop van Bourges. De priesters van Bourges verkozen hem met overgrote meerderheid. Hij voelde niets voor deze zware taak en velen moesten hem overtuigen om aartsbisschop te worden. Odo van Sully, bisschop van Parijs, en zelfs de machtige paus Innocentius III moesten hem overtuigen. Hij zette zich in voor de armen en de zieken. Hij hielp de armen aan eten en ging ook vaak de gevangenen bezoeken.  Hij was zeer eenvoudig gekleed, waarbij hij een shirt van haar droeg. Hij verdedigde de rechten van de kerk tegen het optreden van koning Filips II van Frankrijk. Een van zijn verdiensten bestond erin dat hij vele ketterse Albigenzen tot de moederkerk wist terug te brengen.
Hij werd heilig verklaard door paus Honorius III in 1218, nadat er melding werd gemaakt van enkele wonderen. Zijn feestdag is op 10 januari.
Willem van Bourges is beschermheilige van de kinderen.

## Weblinks
- (nl)  Guillaume van Bourges  (Heiligen-3s)
- (en)  William of Bourges (Patron Saint Index)
- (en)  St. William of Bourges (Catholic Online)
- (en)  Saint William (Éditions Magnificat)

- Gemeinsame Normdatei: 1089602456
- International Standard Name Identifier: 0000 0000 7978 5170
- Library of Congress Control Number: n82140885
- Nationale bibliotheek van Australië: 50119492
- Trove: 1530707
- Virtual International Authority File: 82825473
- WorldCat: E39PCjxPxBPthgFkwr4x8vFWj3